# Haut Commissariat d'Afrique du Sud à Londres
Le Haut Commissariat d'Afrique du Sud à Londres est la mission diplomatique de l'Afrique du Sud au Royaume-Uni. Il est situé à South Africa House, un bâtiment sur Trafalgar Square, à Londres. En plus de contenir les bureaux du Haut Commissaire, le bâtiment abrite également le consulat d'Afrique du Sud. Il s'agit d'un bâtiment classé Grade II depuis 1982.

## Histoire
South Africa House a été construit par Holland, Hannen & Cubitts dans les années 1930 sur le site de ce qui avait été l'hôtel Morley. Le bâtiment a été conçu par Sir Herbert Baker, avec des sculptures architecturales de Coert Steynberg et Sir Charles Wheeler, et a été inauguré en 1933. Le bâtiment a été acquis par le gouvernement d'Afrique du Sud comme sa principale présence diplomatique au Royaume-Uni. Pendant la Seconde Guerre mondiale, le Premier ministre Jan Smuts y a vécu tout en menant les plans de guerre de l'Afrique du Sud,.
En 1961, l'Afrique du Sud est devenue une république et s'est retirée du Commonwealth en raison de sa politique de ségrégation raciale. En conséquence, le bâtiment est devenu une ambassade plutôt qu'un haut-commissariat. Au cours des années 1980, le bâtiment, qui était l'une des seules missions diplomatiques sud-africaines situées dans un espace public, a été la cible de manifestants du monde entier. De longues veillées ont été organisées devant l'entrée de Trafalgar Square au cours des années 1980, culminant avec une veillée ininterrompue de quatre ans pour la libération de tous les prisonniers politiques en Afrique du Sud. L'une de ces manifestations a d'ailleurs été reprise dans une vidéo des Pet Shop Boys. Pendant les émeutes de 1990 liées à la taxe sur les sondages, le bâtiment a été incendié par des émeutiers, mais n'a pas été sérieusement endommagé,.
Les premières élections démocratiques entièrement libres en Afrique du Sud ont eu lieu le 27 avril 1994, et quatre jours plus tard, le pays a réintégré le Commonwealth, 33 ans jour pour jour après s'en être retiré en devenant une république. À l'instar des missions diplomatiques du pays dans d'autres pays du Commonwealth, la mission est redevenue un haut-commissariat.
Aujourd'hui, la South Africa House n'est plus un site controversé et constitue le point de convergence de la culture sud-africaine au Royaume-Uni. Le président sud-africain Nelson Mandela est apparu sur le balcon de South Africa House en 1996, dans le cadre de sa visite d'État officielle au Royaume-Uni. En 2001, il est à nouveau apparu sur le balcon de la South Africa House pour marquer le septième anniversaire du Freedom Day, date à laquelle le système d'apartheid a été officiellement aboli.